# Kathmandu-vallei
De Kathmandu-vallei (Nepalbhasa: नेपाः स्वनिग, Nepāḥ Svanigaḥ; Nepali: काठमाडौँ उपत्यका) is een vallei in Nepal, waarin drie grote steden van het land liggen: de hoofdstad Kathmandu, Lalitpur en Bhaktapur. De vallei is gelegen tussen de Mahabharat Lekh in het zuiden en de Grote Himalaya in het noorden en vormt het culturele, historische en bestuurlijke centrum van Nepal. 

## Werelderfgoed
Het gebied herbergt minstens 130 monumenten, inclusief hindoeïstische en boeddhistische pelgrimsplaatsen. De Kathmandu-vallei heeft een werelderfgoedstatus sinds 1979.
De zeven monumenten die met name zijn opgenomen in de Werelderfgoedlijst:
- Het Durbar-plein van Hanuman Dhoka in Kathmandu
- Het Durbar-plein van Patan
- Het Durbar-plein van Bhaktapur
- De Swayambhunathstoepa in Kathmandu
- De Buddhanathstoepa in Kathmandu
- De hindoetempel van Pashupati
- De hindoetempel van Changunarayan

## Bedreiging
De werelderfgoedstatus werd bedreigd door ongecontroleerde verstedelijking. Het gebied werd dan ook in 2003 opgenomen op de lijst van bedreigd werelderfgoed. In 2007 kon de vallei, na Nepalese maatregelen ter bescherming, weer van die lijst worden verwijderd. De aardbeving van 25 april 2015 heeft meerdere van de als werelderfgoed erkende monumenten volledig vernield en andere zwaar beschadigd.
- Gemeinsame Normdatei: 4030037-7
- Library of Congress Control Number: sh86004100
- Nationale Bibliotheek van Tsjechië: ge1082707
- Nationale Bibliotheek van Israël: 987007556161905171
- Virtual International Authority File: 315526926

Kathmandu-vallei · Sagarmatha National Park · Nationaal Park Chitwan · Lumbini, geboorteplaats van Gautama Boeddha